# 哀牢山
24°13′50″N 101°19′41″E / 24.230543°N 101.327965°E

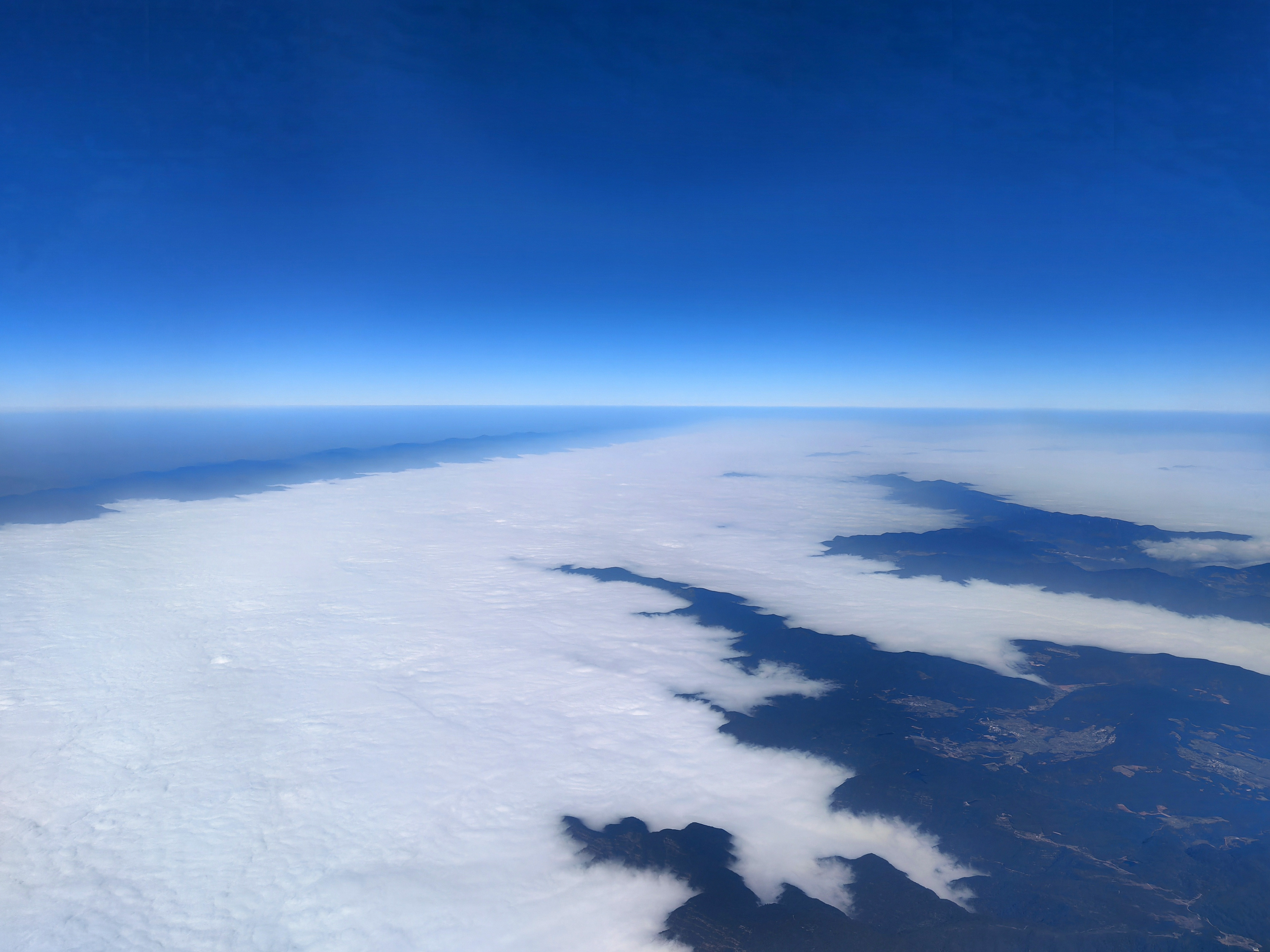
冬季，高山阻隔了冷暖气流的运动，哀牢山脉容易形成壮观的云海景观。

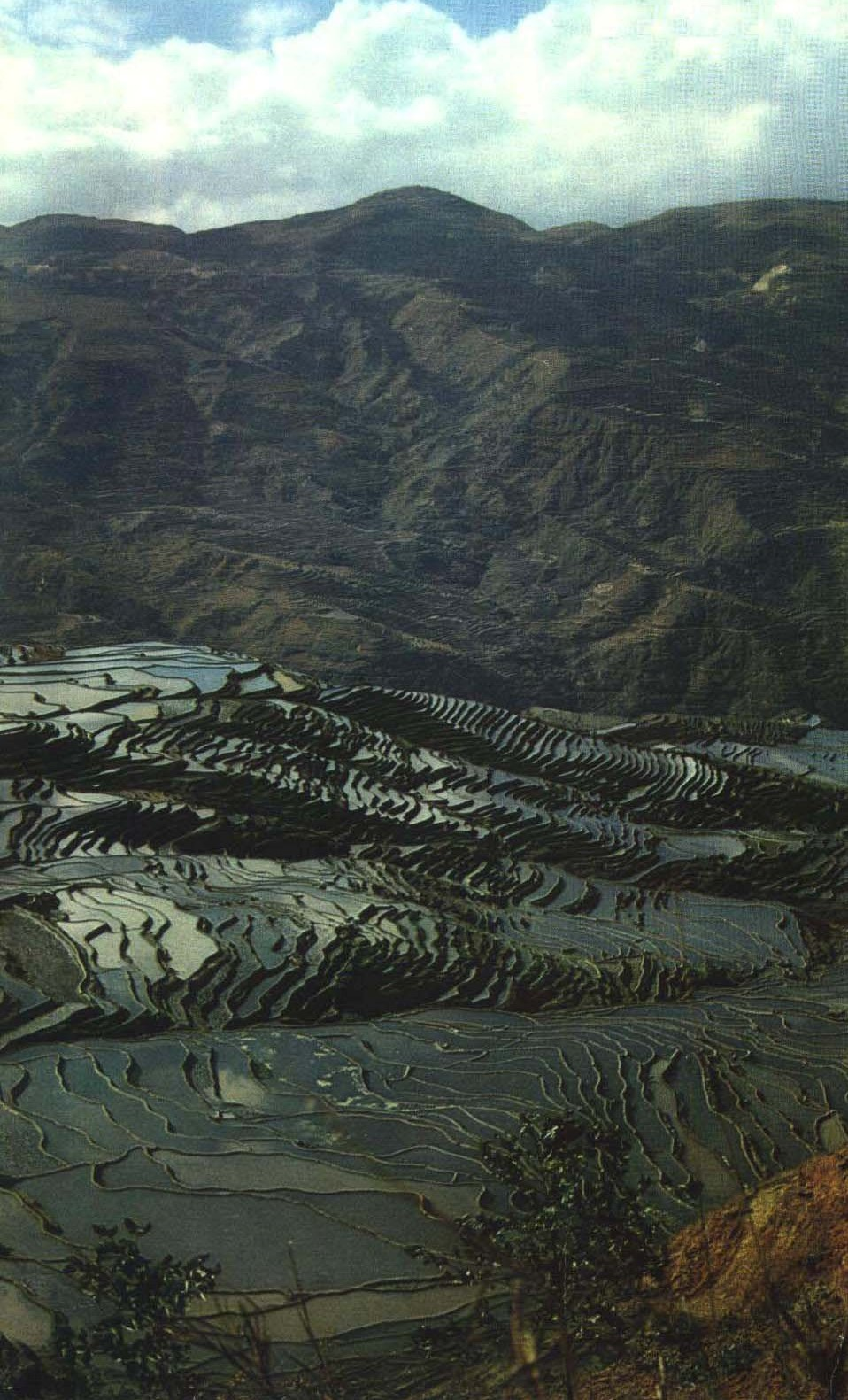
哈尼族人在哀牢山开辟的梯田

哀牢山（哈尼文：Hhaqlol Haolgaoq）是一座位于中国云南省中部的山脉，为云岭余脉，地处云贵高原、青藏高原和横断山脉的交界处，是元江和阿墨江、把边江的分水岭。哀牢山位于北纬22°29'—25°30'、东经100°16'—103°16'之间，分布于大理白族自治州、楚雄彝族自治州、玉溪市、普洱市、红河哈尼族彝族自治州5个州市的16个县区境内。西北—东南走向，北起大理州南部，南抵红河州南部，长450千米，宽15—30千米，面积约1万平方千米。主要由砂页岩、石灰岩和各种变质岩组成。最高峰为大雪锅山北峰，海拔3165.9米。1988年5月，中国在哀牢山山脉北段的徐家坝地区建立哀牢山国家级自然保护区，保護區內有近1500种植物，800多种野生动物。